# Список давньоруських архітектурних споруд домонгольського періоду

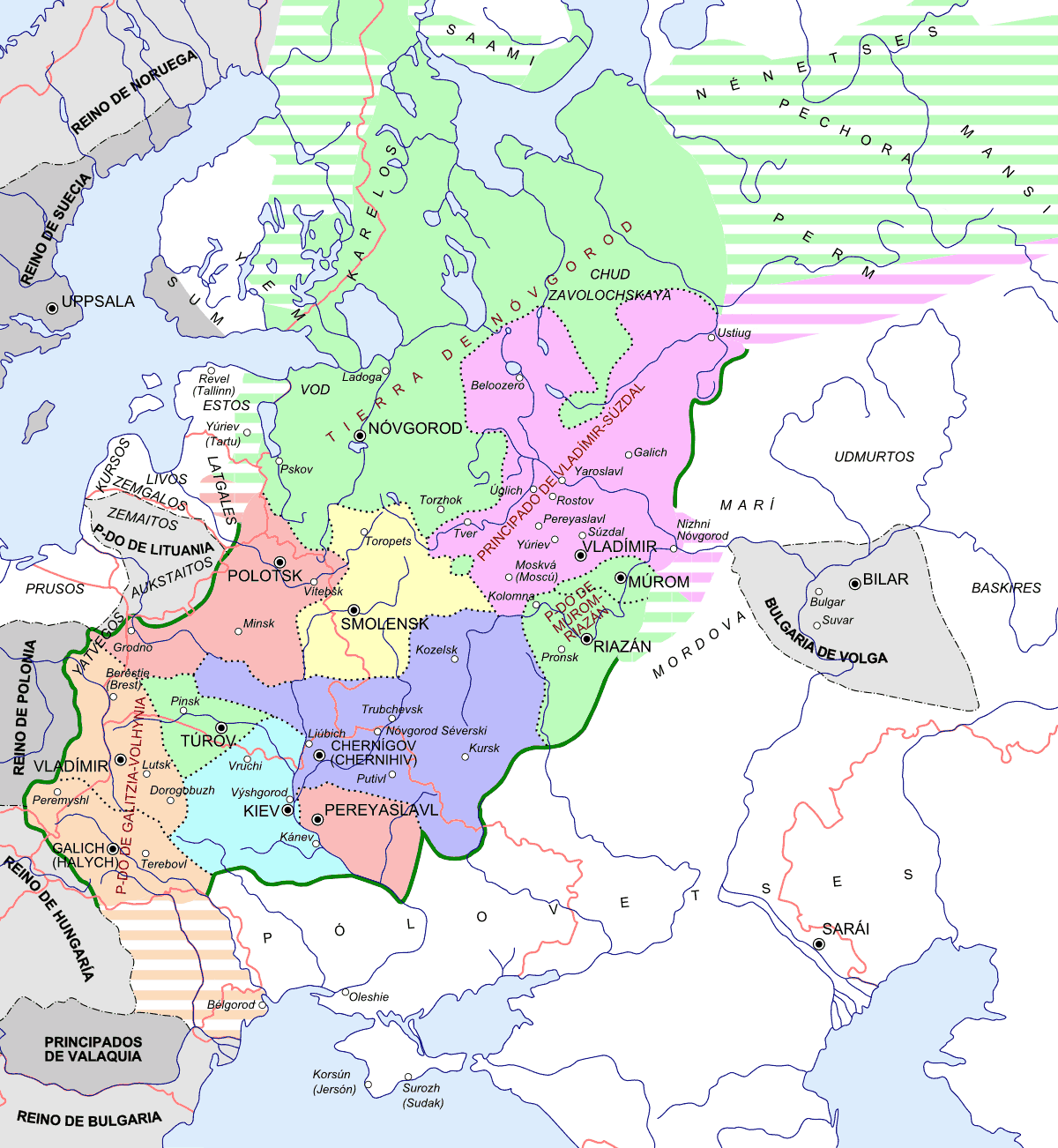
Мапа князівств Київської Русі в 1237 році

Список давньоруських архітектурних споруд домонгольського періоду включає перелік пам'яток архітектури, які були створені на теренах усіх давньоруських земель та князівств до Батиєвого нашестя 1237—1240 років.
Список складається як зі збережених (повністю або частково) пам'яток, так і деяких втрачених або перебудованих споруд, по яких є хоч якась інформація.
Список побудований за географічним принципом.
|  | Споруди, які добре зберегли первісні архітектурні форми. |
|  | Споруди, що вціліли більш або менш фрагментарно.         |
|  | Об'єкти, що не збереглись або є фактично втрачені.       |

## Київська земля
На території Києва та Київської землі відомо більш ніж 50 мурованих споруд X—XIII ст., з них добре збереглось до нашого часу 4, ще 5 — частково.
| Назва                                                                                     | Місце розташування | Час будівництва                                | Примітки | Фото                                                  |
| ----------------------------------------------------------------------------------------- | ------------------ | ---------------------------------------------- | --- | ----------------------------------------------------- |
| Софійський собор                                                                          | Київ               | 1017—1022 або до 1037                          | Первісно — зальний п'ятинавний п'ятиабсидний 12-ти стовпний 13-ти банний храм з двома рядами зовнішніх галерей. Ззовні сильно перебудований на межі XVII—XVIII ст.: зведені знову частина західної стіни і західної подвійної галереї, добудовані придільні храми з новими високими банями, тепер храм виглядає пам'яткою доби українського бароко, тільки у декількох місцях зроблені зондажі первісної цегляної кладки. Збереглися деякі мозаїки (Богоматір Оранта, Христос Пантократор) та фрески XI ст., граффіті XI—XII ст. Більша частина оздоблення храму — XVIII ст., в тому числі частково зберігся бароковий іконостас. |                                                       |
| Золоті ворота                                                                             | Київ               | 1037                                           | Збереглися нижні частини стін у новобудові 1982 р. Надбрамна церква Благовіщення зруйнована ще в 1240, її сучасна реконструкція є гіпотетичною. |                                                       |
| Успенський собор Києво-Печерської лаври                                                   | Київ               | 1073—1089                                      | У 1230-ті роки після землетрусу збудовані знову склепіння, баня і південна стіна. Собор зруйнований в 1941 році. Відновлений в тому вигляді, який остаточно постав у XVIII ст. — тобто як пам'ятка доби українського бароко. Від собору XI—XIII ст. збереглися майже лише тільки нижні частини вівтарних абсид. Первісно це був великий шестистовпний однобанний триабсидний храм з виділеним нартексом. До північного членіння нартексу примикала квадратна сходова вежа (знищена в 1240 р.), до північного — маленька чотирьохстовпна триабсидна двоповерхова церква-хрещальня Іоанна Предтечі.                                 |                                                       |
| Троїцька надбрамна церква Києво-Печерської лаври                                          | Київ               | Близько 1106                                   | Після численних перебудов XVII—XVIII ст. має вигляд і оздоблення в стилі українського бароко. Це надбрамний чотирьохстовпний триабсидний храм (абсиди не мають виступів ззовні). |                                                       |
| Церква Архангела Михаїла Видубицького монастиря                                           | Київ               | 1070—1088                                      | В 1200 р. зі сходу була збудована стіна-контрфорс. Проте на початку XVII ст. більша частина храму обвалилася. До нашого часу збереглась лише західна половина будівлі — нартекс з хорами і західна частина наоса з двома стовпами, що вбудовані в об'єм храму 1760-х років. Первісно це був шестистовпний або восьмистовпний храм з виділеним нартексом. В північному членінні нартексу розташована сходова вежа. |                                                       |
| Собор Архангела Михаїла Михайлівського Золотоверхого монастиря                            | Київ               | 1108—1113                                      | Первісно це був шестистовпний триабсидний храм зі сходовою вежею у північному членінні нартексу. До південного членіння нартексу примикала втрачена ще у давнину маленька чотирьохстовпна триабсидна церква-хрещальня. Повністю зруйнований в 1936 р. У наш час відновлена копія собору, але не по науковій реконструкції первісного вигляду, а таким, яким він постав у середині XVIII ст., після перебудови у барокових формах. Деякі мозаїки вціліли у музеях України і Росії, а ті фрески, що зберігалися до XX ст., майже всі втрачено.                                                                                      |                                                       |
| Спасо-Преображенська церква на Берестові                                                  | Київ               | Кінець XI — початок XII століття               | Зберігся лише двоповерховий нартекс, вбудований в храм XVII ст. Це був великий шестистовпний триабсидний храм з виділеним нартексом. В південному членінні нартексу знаходилась сходова вежа, в північному — маленька триабсидна каплиця. До 3-х порталів храму примикали притвори. |                                                       |
| Церква Успіння на Подолі («Пирогоща»)                                                     | Київ               | 1131—1136                                      | Первісно — шестистовпний триабсидний храм. При розкопках (1976—1979 рр.) віднайдені також рештки будівлі-попередника. До зруйнування в 1935 р. вже не існували первісна баня і склепіння. Нині відтворена з сучасних матеріалів у гіпотетичних формах XII ст. |                                                       |
| Церква Кирила Олександрійського                                                           | Київ               | Близько 1140—1146                              | Великий шестистовпний триабсидний однобанний храм. Не збереглись первинні склепіння і верхня частина бабинця. Перероблена в стилі українського бароко. Збереглися в інтер'єрі деякі фрески XII ст., переписані Врубелем та іншими у 1880-ті роки. |                                                       |
| Церква Василя (Трьохсвятительська)                                                        | Київ               | 1182—1183                                      | Первісно — чотирьохстовпний триабсидний однобанний храм. Знесена в 1935 р., до того мала вигляд пам'ятки українського бароко (сильно перебудована у 1640-ві і 1690-ті роки). |                                                       |
| Свято-Василівський собор                                                                  | Овруч              | Близько 1190                                   | Чотирьохстовпний триабсидний храм з двома круглими сходовими вежами, що розташовані симетрично біля західних кутів. Храм був поруйнований ще до XVI ст., в 1907—1909 рр. архітектором (О. В. Щусєвим) були відтворені втрачені склепіння, баня та сходові вежі, проте ця новобудова навряд чи відтворює первісний вигляд храму. |                                                       |
| Георгіївський (Успенський) собор                                                          | Канів              | 1144                                           | Шестистовпний триабсидний однобанний храм. На початку XIX століття фасади перероблені в стилі класицизм — добавлені фронтони і дзвіниці над нартексом. |                                                       |
| Успенська церква (Десятинна)                                                              | Київ               | 988—996                                        | Перебудови XI—XII ст. Поруйнована в 1240 р. На її руїнах збудована нова церква в 1630-ті рр. (знищена у XVIII ст.), потім ще одна в 1828—1842 рр. Зараз церква не існує, збереглись лише залишки фундаменту. Це був триабсидний храм — восьмистовпний або шестистовпний з окремим нартексом. До 3-х боків його примикали широкі галереї. |                                                       |
| Палац на території древнього Київського городища                                          | Київ               | Середина X століття (945(?))                   | Розкопки протягом XX ст. Можливо це — залишки найдавнішої мурованої споруди Києва — палацу Ігоря (згідно з літописами — 945 р.). |                                                       |
| Палац з північного сходу від Десятинної церкви                                            | Київ               | Кінець X століття                              | Розкопки XIX—XX ст. Трикамерна споруда довжиною близько 21 м. | Фундаменти палацу під час розкопок. Малюнок В. Хвойки |
| Палац з південного заходу від Десятинної церкви                                           | Київ               | Кінець X століття                              | Розкопки 1914 р.(С. П. Вельмин). |                                                       |
| Палац з південного сходу від Десятинної церкви                                            | Київ               | Кінець X — початок XI століття                 | Палацева споруда довжиною бл. 44 м. Розкопки XIX—XX ст.. |                                                       |
| Ротонда                                                                                   | Київ               | Кінець XII — початок XIII століття             | Віднайдена археологічно в XIX—XX ст. За різними версіями, це була або палацева споруда, або католицька церква. |                                                       |
| Собор Федіра Стратилата Федорівського монастиря                                           | Київ               | 1129—1133                                      | Знищена у 1240, руїни стін стояли до кінця XVII ст. Залишки розкопані у XIX ст., проте точний план храму невідомий. |                                                       |
| Софійські (Батиєві) ворота «міста Володимира»                                             | Київ               | Кінець X — початок XI століття                 | Поруйновані в 1240 р., залишки знесені в 1799 р. Можливо, мали надбрамну церкву (віднайдені залишки фресок). Розкопки 1935—1940 рр. |                                                       |
| Огорожа митрополитчого двору                                                              | Київ               | Перша половина XI століття                     | Досліджена археологічно в 1948—1950 рр.(М. К. Каргер). |                                                       |
| Митрополитча лазня                                                                        | Київ               | Кінець XI — початок XII століття               | Досліджена археологічно в 1946 р.(М. К. Каргер). |                                                       |
| Церква Ірини (на території митрополитчої садиби)                                          | Київ               | Близько 1050                                   | Після 1240 р. не функціонувала, руїни поступово розібрані у XVII—XVIII ст. Досліджена археологічно. Це був триабсидний храм — або чотирьохстовпний з галереями (східні членіння яких мали абсиди), або п'ятинавний 12-ти стовпний. В північно-західному куті знаходилась сходова вежа. |                                                       |
| Георгіївська церква Георгіївського монастиря                                              | Київ               | Близько 1051—1053                              | За даними розкопок, це була шестистовпна триабсидна церква, з півночі та півдня вона мала галереї. Руїнована під час монгольської навали, проте ще існувала на початку XVII ст., потім церква була збудована знову у 1674 і 1744 рр. Храм XVIII ст. перебудовувався, нині він теж вже не існує. |                                                       |
| Церква невідомої назви на Володимирській вулиці. Помилково ідентифікована як церква Ірини | Київ               | XI століття                                    | Зруйнована в 1240. У XIX ст. ще стояли нижні частини стін, пізніше збережений стовп храму був оформлений як каплиця. Каплиця знесена у 1935. Це був триабсидний храм — п'ятинавний 12-ти стовпний або шестистовпний тринавний з галереями. |                                                       |
| Терем на Ірининській вулиці                                                               | Київ               | XI століття                                    | Досліджений розкопками 1913—1914 рр. |                                                       |
| Церква Димитрія Солунського Димитрієвського монастиря                                     | Київ               | Друга половина XI століття                     | Досліджена археологічно в XIX—XX ст. Шестистовпний триабсидний храм. До бічних членіннь нартексу примикали якісь споруди — можливо, сходова вежа та хрещальня. |                                                       |
| Спаська церква                                                                            | Київ               | XII — перша половина XIII століть              | Спаська церква згадується в джерелах XVI—XVII ст.ст. Ототожнюється з залишками давньоруської церкви знайденими 1897 року на вулиці Великій Житомирській, 24. |                                                       |
| Церква (Василя Великого(?)) на Вознесенському взвозі                                      | Київ               | Кінець XII — початок XIII століття (1197 (?)). | Розкопки XIX—XX ст. Це був чотирьохстовпний триабсидний храм, причому лише центральна абсида мала виступ ззовні. Храм був збудований, скоріш за все, смоленськими майстрами. |                                                       |
| Давньоруська будівля в Несторівському провулці                                            | Київ               | Початок XIII століття                          | Розкопки 1967 р.(П. Толочко). Віднайдені також залишки будівлі-попередника. |                                                       |
| Церква невідомої назви на садибі біля будівлі Мистецького інституту                       | Київ               | Друга половина XI століття                     | Розкопки 1947 р. (М. К. Каргер). Це був невеликий шестистовпний триабсидний храм. |                                                       |
| Церква невідомої назви у Киянівському провулку                                            | Київ               | Друга половина XI століття                     | Розкопана у XIX ст. Точний план залишився невідомим. |                                                       |
| Давньоруська будівля на горі Киселівка                                                    | Київ               | XI століття (?)                                | Тип та план споруди не встановлені. Лише залишки будівельних матеріалів. |                                                       |
| Будівля на Волоській вулиці                                                               | Київ               | Кінець XII століття                            | Розкопки 1955 (В. А. Богусевич). Тип та план детально не з'ясовані. |                                                       |
| Давньоруська будівля на перехресті вулиць Нижній Вал та Волоської                         | Київ               | XII століття (?)                               | Розкопками 1980 р. віднайдені залишки невідомої споруди, тип якої з'ясувати не вдалося. |                                                       |
| Церква Бориса і Гліба (Турівська Божниця)                                                 | Київ               | До 1146                                        | Розкопки 1955 (В. А. Богусевич). Залишки фундаментів. |                                                       |
| Церква Василя(?) на Щекавиці                                                              | Київ               | До 1182                                        | Розкопки 1980 р. Детальний план будівлі з'ясувати не вдалося. | Церква на Щекавиці. Малюнок А. Вестерфельда, 1651 р.  |
| Церква Миколи Йорданського                                                                | Київ               | Друга половина XI століття                     | Пошкоджена в 1240 р., але ще існувала на початку XVII ст. Нині не існує. розкопки XIX—XX ст. Первісний план храму з'ясувати не вдалося. |                                                       |
| Собор Влахернської ікони Богоматері Кловського монастиря                                  | Київ               | 1096—1108                                      | Поруйнований в 1240 р. храм остаточно знищений десь в середині XVIII ст. Досліджений археологічно в 1960-ті — 1970-ті рр. За одним з варіантів реконструкції це був великий п'ятинавний храм з одним рядом галерей, за іншим — тринавний шестистовпний з двома рядами галерей. |                                                       |
| Церква Успіння Гнилецького монастиря                                                      | Київ               | Кінець XII століття                            | Розкопки 1976—1980 рр.(П. Толочко, В. А. Харламов). Це був чотирьохстовпний одноабсидний храм з притвором. |                                                       |
| Церква Бориса і Гліба                                                                     | Вишгород           | Закладена близько 1076, освячена в 1115        | Напівзруйнована в 1240 р. будівля знесена на початку XVII ст. Розкопки 1936—1937 рр. та 1952 р. (М. К. Каргер). Це був великий триабсидний восьмистовпний храм. |                                                       |
| Церква Апостолів                                                                          | Білгородка         | 1197                                           | Зруйнована у давнину, не існує. Неодноразово досліджувалась археологічно у XX ст. Це був шестистовпний триабсидний храм. Він був п'яти- або трибанним (були віднайдені залишки одного з малих бабинців). |                                                       |
| Церква невідомої назви («Малий храм»)                                                     | Білгородка         | Кінець XII століття                            | Зруйнована у давнину, не існує. Досліджена археологічно. Це був чотирьохстовпний храм з однією великою абсидою. |                                                       |
| Церква невідомої назви («Великий храм»)                                                   | Заруб              | Кінець XI — початок XII століття               | Зруйнована ще у другій половині XII ст. Досліджена археологічно (М. К. Каргер). Це був шестистовпний триабсидний храм. |                                                       |
| Церква невідомої назви («Малий храм»)                                                     | Заруб              | 1180-ті рр.                                    | Зруйнована у давнину, не існує. Розкопки XIX—XX ст. Це був чотирьохстовпний триабсидний храм. |                                                       |
| Давньоруська споруда                                                                      | Біла Церква        | XII століття (?)                               | Розкопками віднайдено лише будівельні матеріали. Тип та план споруди невідомі. |                                                       |

Споруди, відомі лише за джерелами:
- Церква Андрієвського Янчина монастиря — 1086, перебудована 1131.
- Трапезна Києво-Печерської лаври — 1108—1110.
- Мурована огорожа Києво-Печерської лаври — 1180-ті — 1190-ті.
- Церква Івана Богослова у Копирєвому кінці — закладена в 1121 році.
- Новгородська божниця — 1147; знаходилась на Подолі, можливо залишки однієї з розкопаних безіменних споруд належать саме їй.
- Монастир Симеона Стовпника — 1147; знаходився у Копиревому кінці, можливо залишки споруди у Киянівському провулку належать церкві цього монастиря.
- Хрестовоздвиженська церква — 1212; зруйнована в давнину, дерев'яна церква на її місці існувала ще у XVIII столітті[43].

## Чернігово-Сіверська земля
- На території Чернігівського князівства відомо близько 15 мурованих споруд домонгольского періоду, з них добре збереглось до нашого часу 4, ще 1 — частково.

| Назва                                                        | Місце розташування  | Час будівлі                                 | Примітки | Фото |
| ------------------------------------------------------------ | ------------------- | ------------------------------------------- | --- | ---- |
| Спасо-Преображенський собор                                  | Чернігів            | Перша половина XI століття                  | Доволі висока. Восьмистовпний триабсидний п'ятибанний храм. Первісно мав прибудівлі — дві симетричні каплиці, північну сходову вежу та південний приділ-хрещальню. У XVIII ст. зазнав перебудови. Були перекладені конхи абсид і частина склепіннь. Бічні каплиці були зламані. Південна хрещальня була знищена, на її місці зведена вежа-дзвіниця. Древня північна сходова вежа симетрично надбудована, теж з ярусом дзвонів. Перед порталами собору зведдені притвори. Мармурові стовпи в інтер'єрі обкладені цеглою. |      |
| Собор Бориса й Гліба (Чернігів)                              | Чернігів            | 1115—1123                                   | Шестистовпний триабсидний однобанний храм. Дещо пізніше побудови був оточений галереями (втрачені). У XVII ст. перебудовувався у костьол. Наприкінці XVII ст. перебудований в стилі українського бароко. В 1857 р. збудована нова вівтарна частина. Склепіння і вівтарні абсиди первісного храму не збереглись. Первісний вигляд відтворено в 1950-ті рр. у процесі глибокої реконструкції (М. В. Холостенко). В процесі дослідження собору була виявлена будівля-попередник (маленька церква або палацева споруда).    |      |
| П'ятницька церква                                            | Чернігів            | Перші роки XIII століття                    | Чотирьохстовпний триабсидний храм зі ступінчатою композицією верхніх частин. Перебудована в стилі українського бароко наприкінці XVII ст. Зруйнована німцями у 1943 р. Відбудована П. Д. Барановським у первісних формах в 1959 р. Від древнього храму в новобудові вціліли стіни (краще збереглись північна і вівтарна) і частина склепіннь. |      |
| Успенський собор Єлецкого монастиря                          | Чернігів            | До 1097 або 1110—1120                       | Це шестистовпний триабсидний храм з трьома притворами (останні не збереглися). Зовнішній вигляд перероблений у добу українського бароко, добудовані бані над нартексом та вівтарем, з півдня прибудований приділ. Збереглися деякі фрески XII ст. |      |
| Іллінська церква                                             | Чернігів            | 1069(?) або початок XII століття            | Невелика безстовпна одноабсидна церква з нартексом. В результаті перебудови кінця XVII ст. у формах українського бароко отримала дві додаткові бані. |      |
| Ворота і надбрамна церква Дитинця                            | Чернігів            | Друга половина XII століття                 | Втрачені у давнину. Знайдені розкопками 1953 р. (В. А. Богусевич). Існування надбрамної церкви є гіпотетичним (під час археологічних розкопок віднайдені рештки мозайок та фресок). |      |
| Терем                                                        | Чернігів            | XI — початкок XII століття                  | Рештки розкопані в 1950—1951 (В. А. Богусевич, М. В. Холостенко). |      |
| Михайлівська церква                                          | Чернігів            | 1174                                        | Втрачена в XVII ст. Розкопана в 1956 р. (Б. А. Рибаков). Чотирьохстовпний, мабуть триабсидний, храм. |      |
| Благовіщенська церква                                        | Чернігів            | 1186                                        | Втрачена у давнину. Розкопана в 1946—1947 рр. експедицією Б. А. Рибакова. Це був великий шестистовпний триабсидний храм з галереями. |      |
| Катерининська церква                                         | Чернігів            | XII ст                                      | Втрачена у давнину. Лише фрагменти древніх будівельних матеріалів були віднайдені в 1949 р. (В. А. Богусевич). Нинішня церква в стилі козацького бароко збудована на межі XVII—XVIII ст. |      |
| Церква «в Дитинці»                                           | Путивль             | Кінець XII століття або до 1239             | Втрачена наприкінці XV — на початку XVI ст. Розкопана археологічно в 1959—1960 рр. (В. А. Богусевич) та 1965 р. (Б. А. Рибаков). Це був триконховий чотирьохстовпний триабсидний храм. |      |
| Спасо-Преображенський собор Спасо-Преображенського монастиря | Новгород-Сіверський | Кінець XII — початок XIII століття          | Перебудований в стилі козацького бароко до 1678 р. Втрачений наприкінці XVIII ст., на його місті архітектор Кваренгі звів новий храм в стилі класицизму. Розкопки проводились в 1954—1956 рр. (М. В. Холостенко). Згідно з даними розкопок це був чотирьохстовпний триабсидний храм з притворами. |      |
| Церква (Івана Богослова обо Троїцька)                        | Трубчевськ          | Кінець XII ст — перша третина XIII століття | Втрачена. Збудована заново на початку XVI ст. і повністю перебудована в стилі провінційного бароко наприкінці XVIII ст. Розкопки 1971 р. (П. О. Раппопорт). Первісно це був чотирьохстовпний триабсидний храм. |      |
| Церква                                                       | Вщиж                | Кінець XII ст — початок XIII століття       | Знищена з усім містом під час монголо-татарського нашестя. Неодноразово розкопувалась в XIX—XX ст. Згідно з даними археології це був невеликий чотирьохстовпний триабсидний храм. |      |

Споруди, що не досліджувались археологічно:
- Путивль. Вознесенська церква. 1146 р. Не співвідноситься з храмом, розкопаним В. А. Богусевичем та Б. А. Рибаковим.
- Новгород-Сіверський. Миколаївська церква. 1086(?) р. Розібрана в середині XVIII ст. Нині на її місці стоїть дерев'яна церква 1760 р[59].

## Переяславська земля
- На території Переяславського князівства відомо близько 12 мурованих споруд домонгольского часу, частково збережене до нашого часу лише 1.

| Назва                                                                                 | Місце розташування | Час будівлі                                                      | Примітки | Фото |
| ------------------------------------------------------------------------------------- | ------------------ | ---------------------------------------------------------------- | --- | ---- |
| Церква Архангела Михаїла («Юр'єва Божниця»)                                           | Остер (місто)      | Кінець XI — початок XII століття, за іншими даними 1120 або 1152 | Невеликий двохстовпний одноабсидний храм. Зруйнований наприкінці XVIII ст., збереглась лише вівтарна частина. В абсиді — фрески (початок XII ст). |      |
| Собор Михаїла Архангела                                                               | Переяслав          | 1089, 1120-ті рр., 1230-ті рр.                                   | Соборний храм Переяслава. Двічі страждав від землетрусів. Знищений після 1239 р. Нинішня церква відноситься до XVIII ст. Залишки древнього храму досліджені в 1949 та 1952—1954 рр. (М. К. Каргер) та 1975 (В. А. Харламов). Це був великий п'ятинавний храм з галереями, основне ядро було чотирьохстовпним з однією великою абсидою. До храму в XII–XIII ст. було зроблено прибудови — декілька каплиць — княжих усипалень. |      |
| Єпископські ворота з надбрамною церквою Федора Стратилата та мурована огорожа Дитинця | Переяслав          | 1089                                                             | Ворота розкопані в 1950-ті — 1960-ті рр. Знайдені залишки від мозайок та фресок надбрамної церкви. |      |
| Церква Андрія Стратилата                                                              | Переяслав          | 1089—1090                                                        | Втрачена у давнину, розкопана археологічно в 1956 р. (М. К. Каргер). Маленька безстовпна церква, триабсидна, оточена з 3х боків галереями. |      |
| Єпископська лазня                                                                     | Переяслав          | 1089                                                             | Перша на Русі мурована баня — «строенье баньное камено, сего же не бысть прежде в Русі». Розкопки 1963 р. (Р. О. Юра). Велика двокамерна будівля. |      |
| Невідома церква на вул. Успенській                                                    | Переяслав          | Кінець XI століття                                               | Розкопки 1952 р. (М. К. Каргер). Невеликий безстовпний одноабсидний храм з притвором. |      |
| Успенська церква                                                                      | Переяслав          | Середина XII століття                                            | Нині на її місці стоїть церква 1880-х рр. Це був маленький безстовпний одноабсидний храм (розкопки 1888 р., П. А. Лашкарьов, та 1945 р., Б. А. Рибаков). При розкопках були віднайдені матеріали будівлі-попередника (XI ст.) |      |
| Невідома церква (Успенська?)                                                          | Переяслав          | 1098 (?)                                                         | Розкопана в 1958 р. Невеликий чотирьохстовпний триабсидний храм. |      |
| Спасо-Преображенська церква                                                           | Переяслав          | Кінець XI століття                                               | Знищена після XIV ст. Досліджена археологічно в 1953 р. (М. К. Каргер). Невеликий двостовпний одноабсидний храм. |      |
| Воскресенська церква                                                                  | Переяслав          | Середина — друга половина XII століття                           | Знищена у давнину. Розкопана в 1953 р. (М. К. Каргер). Шестистовпний триабсидний храм. При розкопках були віднайдені будівельні матеріали храму-попередника (XI ст.). |      |
| Борисоглібська церква «на Льтє»                                                       | Бориспіль          | 1117—1125                                                        | Збудована князем Володимиром Мономахом. Знищена половцями ще в 1154 р. Залишки віднайдено в XIX ст., комплексні розкопки проведені в 1950 р. (М. К. Каргер). Невеликий храм, точний план його по решткам підмурків встановити не вдалось. |      |

Не досліджені археологічно споруди. Відомі лише з літописів:
- Переяслав. Монастир Іоанна. 1146 р[73].

## Волинська земля
- На території Волинського князівства відомо близько півтора десятки мурованих споруд домонгольского періоду, частково збережене до нашого часу лише 3.

| Назва                                            | Місце розташування | Час будівлі                                                       | Примітки | Фото |
| ------------------------------------------------ | ------------------ | ----------------------------------------------------------------- | --- | ---- |
| Успенський собор                                 | Володимир          | 1160                                                              | Великий шестистовпний храм. У середині XVIII ст. перебудований в базиліку т.зв. «сарматського стилю», при чому були втрачені склепіння і баня. Реконструкція 1900 р. (Г. І. Котов) є маловдалою і скоріш за все не відповідає первісному вигляду храму.                        |      |
| Невідома церква біля храму Василя Великого       | Володимир          | Кінець XII — початок XIII століття                                | Віднайдений в 1955—1956 рр. М. К. Каргером під час археологічних розкопок. Чотирьохстовпний триабсидний храм. Втрачений у давнину, нині не існує. |      |
| Церква Федора Стратилата — т.зв. «Стара Кафедра» | Володимир          | Середина XII століття, новий храм — другої половини XII століття. | Віднайдена археологічно в 1886 р. (А. В. Прахов), потім в 1975 р. (П. О. Раппопорт). Первісно це був невелика безстовпна одноабсидна церква з галереями. У другій половині XII ст. на її місці зведений новий храм — шестистовпний, триабсидний. Втрачена у давнину, не існує. |      |
| Вежа                                             | Луцьк              | Перша половина — середина XIII століття                           | Знищена при забудові замку в XIV ст. Віднайдена археологічно в 1978 р. Залишки лежать під Стирової вежею Луцького замку. |      |
| Церква Івана Богослова                           | Луцьк              | 1170-ті рр.                                                       | Перебудовувалась в XIV - XVII ст., остаточно знищена в 1776. |      |
| Церква Святого Георгія                           | Любомль            | 1280-ті рр.                                                       | Зруйнована, на її місці побудована нова церква у XVIII столітті. |      |
| Церква Івана Богослова                           | Холм               | До 1239                                                           | Побудована Данилом Галицьким як церква княжої резиденції. Втрачена, ймовірно, в XV ст. |      |
| Терем                                            | Холм               | До 1239                                                           | Княжа резиденція Д.Галицького. Залишки віднайдені археологічно в 1966—1968 (Я. Гурба, І. Кутиловська). |      |
| Успенська церква                                 | Дорогобуж          | XII століття (?)                                                  | Ввавжолся, що знищена в XVI ст. при побудові нині існуючої церкви, проте пізніші дослідження показали, що збереглися нижні частини стін давньої церкви. |      |
| Вежа у Столп'є                                   | Столп'є            | XI-XIII століття                                                  | Збереглися руїни мурованої оборонної вежі, яка була побудована на прикордонні із Польщею. |      |

Споруди, відомі лише по джерелам, проте археологічно не були віднайдені:
- Володимир. Церква Дмитра Солунського. Перша половина XIII ст.
- Володимир. Церква Миколи Чудотворця. 1235 р.
- Мельник. Церква Богородиці. Перша половина XIII ст.
- Більськ-Підляський. Церква. Перша половина XIII ст.
- Угровеськ. Церква Св. Данила. Перша половина XIII ст. (до 1223 р.).
- Грубешів. Церква Миколи Чудотворця. Перша половина XIII ст.
- Дорогочин. Церква Богородиці. 1240 р[85]. Нині на її місці бароковий францисканський костьол XVII—XVIII ст.

## Галицька земля
- На території Галицького князівства відомо близько 15 мурованих споруд домонгольского періоду, частково збережене до нашого часу 1.

| Назва                                        | Місце розташування          | Час будівлі                                      | Примітки | Фото |
| -------------------------------------------- | --------------------------- | ------------------------------------------------ | --- | ---- |
| Церква Святого Пантелеймона                  | село Шевченкове біля Галича | Близько 1200                                     | Первісно — білокам'яний чотирьохстовпний триабсидний храм. Уся верхня частина, склепіння і баня знищені при перебудові церкви в костьол Св. Станислава в 1611 р. Новітня реконструкція є дуже маловдалою спробою відновити гіпотетичний первісний вигляд храму. |      |
| Успенський собор                             | село Крилос біля Галича     | 1140-ві — 1150-ті рр.                            | Розібраний в XVI ст., не існує. Згідно з даними археології, це був величний білокам'яний чотирьохстовпний триабсидний храм з бічними галереями. |      |
| Іллінська церква                             | село Крилос біля Галича     | Друга половина XII — перша третина XIII століття | Розібрана на початку XIX ст. Не існує. Залишки досліджені М. К. Каргером в 1955 р. Це була невелика одноабсидна ротонда з притвором. |      |
| Благовіщенська церква                        | Галич                       | Друга половина XII — перша третина XIII століття | Втрачена після 1458 р. Досліджена археологічно (1884, Л.Лаврецький, І. Шараневич). Безстовпна церква з подовженою двокамерною вівтарною частиною. |      |
| Церква на урочищі Цвинтариська               | Галич                       | Друга половина XII — перша третина XIII століття | Втрачена у давнину. Досліджена археологічно (1880-ті рр., Л.Лаврецький, І. Шараневич). Білокам'яний чотирьохстовпний храм, скоріш за все триабсидний. |      |
| Спасо-Преображенська церква                  | Галич                       | 1152                                             | Втрачена до 1627 р. Згідно з даними розкопок (1880-ті рр., Л.Лаврецький, І. Шараневич та 1980–1981, О. М. Іоаннесян) це був білокам'яний чотирьохстовпний триабсидний храм.                                                                                     |      |
| Церква «полігон»                             | Галич                       | Середина — третя чверть XII століття             | Втрачена у давнину. Згідно з даними розкопок (1880-ті рр., Л.Лаврецький, І. Шараневич та 1979, О. М. Іоаннесян) це була білокам'яна церква у вигляді квадрифолія, 8-гранна в плані.                                                                             |      |
| Церква св. Кирила і Мефодія                  | Галич                       | XII століття                                     | Втрачена у давнину. Досліджена археологічно (1880-ті рр., Л.Лаврецький, І. Шараневич). Це був білокам'яний триабсидний чотирьохстовпний храм. |      |
| Церква (Борисоглібська?) в урочище Побережжя | Єзуполь біля Галича         | XII століття                                     | Втрачена у давнину. Досліджена археологічно (1935, Я.Пастернак, та 1959, М. К. Каргер). Це була білокам'яна церква у вигляді квадрифолія, 4х-пелюсткова в плані.                                                                                                |      |
| Церква (Василя Великого?)                    | Василів                     | XII–XIII століття                                | Знищена в XVII ст. Віднайдена розкопками 1958–1959 (Б. А. Тимощук, Г. Н. Логвин). Це був білокам'яний чотирьохстовпний триабсидний храм з пізнішими прибудовами.                                                                                                |      |
| Церква                                       | Звенигород                  | До 1144                                          | Досліджена археологічно в 1965–1968 (А. А. Ратич). Це був білокам'яний чотирьохстовпний триабсидний храм. |      |
| Терем                                        | Звенигород                  | До 1144                                          | Знищений у давнину. Досліджений археологічно в 1965–1968 (А. А. Ратич). |      |
| Церква Іоанна Хрестителя                     | Перемишль                   | 1119–1126                                        | Розібрана в XV ст. Археологічно досліджена в 1959–1964 (А.Жакі). Це був білокам'яний чотирьохстовпний триабсидний храм. |      |
| Ротонда святого Миколая                      | Перемишль                   | XI–XII ст.                                       | Розібрана в XV ст., коли на її місці споруджено латинську катедру. |      |
| Терем                                        | Перемишль                   | XII століття (?)                                 | До прямокутної палацевої будівлі примикала більш ранішня каплиця-ротонда. Терем остаточно знищений на початку XVII ст. |      |

Споруди, відомі лише з джерел, проте археологічно не досліджені:
- Галич. Церква Іоанна Богослова. 1189 р[73].

## Новгородська земля
- На території Новгородської землі відомо більш ніж 50 мурованих споруд домонгольского часу, з них добре збереглось до нашого часу 10, ще 4 — частково.

| Назва                                                                    | Місце розташування | Час будівлі                              | Примітки | Фото |
| ------------------------------------------------------------------------ | ------------------ | ---------------------------------------- | --- | ---- |
| Софійський собор                                                         | Великий Новгород   | 1045—1052                                | Зальний п'ятинавний 12-ти стовпний триабсидний храм з двоповерховими галереями з 3-х боків. Галереї мають приділи з абсидами у східних членіннях. Храм має 6 бань — над основним об'ємом та сходовою вежею, що розташована у південно-східній частині західної галереї. Внутрішнє оздоблення, іконостаси — XVI—XIX ст., хрест над головною банею — XV ст., вціліли деякі фрески 1108 р. З собору походять численні древні ікони та інші предмети культу (зараз у Новгородському музеї-заповіднику). На одному з порталів вціліли бронзові «корсунські» врата 1120-х рр. |      |
| Миколо-Дворищенський собор                                               | Великий Новгород   | Закладений в 1113                        | Великий шестистовпний триабсидний храм з виділеним нартексом. В XVII ст. прибудовано шатрову дзвіницю та зроблений підклет. Наприкінці XVIII ст. знищені 4 бічні бані собору. В результаті новітньої реконструкції відновлений позакомарний дах, відтворені 4 бічні бані. Фрагменти фресок XII ст. |      |
| Собор Різдва Богородиці Антонієва монастиря                              | Великий Новгород   | 1117—1122                                | В XVII—XVIII ст. зроблені прибудови, змінено форму даху. Це шестистовпний триабсидний храм, первісно в його об'ємі був виділений нартекс (хори зламані в XVII ст.). До північного членіння нартексу примикає кругла в плані сходова вежа. Храм має три бані (дві малі розташовані асиметрично — над південним членінням нартексу та над сходовою вежею). Фрагменти фресок 1125 р. |      |
| Георгіївський собор Юр'єва монастиря                                     | Великий Новгород   | 1119—1130                                | Добре збережений до нашого часу храм (спотворено лише форму даху). Це великий шестистовпний триабсидний храм, до північного членіння нартексу примикає квадратна в плані сходова вежа. Храм має три бані (дві малі розташовані асиметрично — над південним членінням нартексу та над сходовою вежею). Від фрескового розпису XII ст. збереглись деякі окремі композиції, у тому числі в бані над сходовою вежею. |      |
| Церква Благовіщення в Аркажах (на М'ячині)                               | Великий Новгород   | 1179                                     | Церква сильно перебудована в середині XVII ст., причому від древнього храму вціліли нижня частина північної і значна частина східної стін з вівтарними абсидами. Нова церква в плані повторює свого попередника. Це був чотирьохстовпний триабсидний однобанний храм. Частково збереглись фрески 1189 р. |      |
| Церква Різдва Богородиці у Перинському скіту                             | Великий Новгород   | 1220-ті рр.                              | Маленький чотирьохстовпний храм з однією пониженою абидою. Перебудовувались фасади; первісний вигляд відновлено під час наукової реставрації (1948—1961 рр., Р.Кацнельсон та Л.Краснорєчьєв). Розкопки 1948 р. (А. В. Арциховський). |      |
| Церква Спаса на Нередиці                                                 | Великий Новгород   | 1197—1198                                | Чотирьохстовпний триабсидний однобанний храм. Церква сильно зруйнована німцями в 1943 р. Відбудована після війни у первісних формах, але загинув майже весь унікальний фресковий ансамбль 1199 р. |      |
| Церква Петра і Павла на Синичій горі(на Сильнищі)                        | Великий Новгород   | 1185—1192                                | Добре збережена до нашого часу церква (реставрація 1963, Г. М. Штендер). Спотворено лише форму даху. Це чотирьохстовпний триабсидний однобанний храм. |      |
| Церква Кирила Олександрійського Мало-Кирилівського монастиря на Нелєзінє | Великий Новгород   | 1196—1197                                | У 1754 р. і у XIX ст. дуже перебудована, причому від древнього храму залишились нижні частини стін. Церква повністю знищена під час війни. Це був чотирьохстовпний триабсидний, первісно однобанний храм. |      |
| Церква П'ятниці на Торгу                                                 | Великий Новгород   | 1207                                     | В 1345 р. частково зведені знову склепіння і верхи стін, бабинець перебудований в XVI ст. Реставрація 1954—1957 (Г. М. Штендер). Церква зведена за зразком сучасних їй храмів Смоленська, скоріш за все тамошніми майстрами. Це чотирьохстовпний триабсидний храм, причому лише центральна абсида має вівтарний виступ ззовні. З 3-х боків до храму примикають притвори. Дослідження залишків первісних склепіннь показало, що храм мав пірамідальну конструкцію своїх верхніх частин, і був дуже схожий на Свірську церкву Смоленська.                                 |      |
| Собор Різдва Іоанна Предтечі Іванівського монастиря                      | Псков              | 1130-ті — 1140-ві рр.                    | Добре зберігся до нашого часу. Шестистовпний триабсидний храм з трьома банями. Невелика дзвіниця, поставлена безпосередньо на храм — XVI ст., притвор — кінця XVII ст. |      |
| Спасо-Преображенський собор Мірожського монастиря                        | Псков              | До 1156                                  | Добре збережений до нашого часу храм, хрещатий в плані. Не має східного членіння свого основного об'єму, тобто фактично є двостовпним. Ззовні дещо перероблений у XVII—XIX ст. (планується реставрація). Майже повністю зберігся фресковий ансамбль 1150-х років, виконаний грецькими майстрами. Невелика дзвіниця, поставлена безпосередньо на храм — XVI ст. |      |
| Спасо-Преображенський собор Спасо-Преображенського монастиря             | Стара Русса        | 1198                                     | Після численних перебудов (1442, 1620-ті рр.) від древнього храму залишились лише нижні частини стін. Це чотирьохстовпний триабсидний храм. Давній притвор, що примикав до західного порталу храму не зберігся до нашого часу. |      |
| Успенська церква Успенського монастиря                                   | Стара Ладога       | 1160-ті рр.                              | Добре збережений до нашого часу храм, чотирьохстовпний, триабсидний. Два низьких притвора, що примикали до північного та західного порталів храму, не дійшли до нашого часу. В інтер'єрі храму збереглися кілька фрагментів давньоруського живопису. |      |
| Георгіївська церква                                                      | Стара Ладога       | Близько 1165—1166                        | Добре збережений до нашого часу храм, чотирьохстовпний, триабсидний. Значні фрагменти фрескового розпису XII ст. |      |
| Церква Бориса і Гліба в Дитинці                                          | Великий Новгород   | 1167—1173                                | Перебудовувалась у 1302 і 1441 рр. Розібрана у 1680-ті рр., на її місці наприкінці XVII ст. збудована маленька безстовпна церква Андрія Стратилата. Збереглося кілька старовинних зображень втраченого храму (XVII ст.). Розкопки 1940 р. (А. А. Строков), 1969 р. (М. К. Каргер). Це був великий шестистовпний триабсидний храм. До південного членіння нартексу примикала квадратна в плані сходова вежа. Згідно із старовинними зображеннями, храм був однобанним.                                                                                                   |      |
| Церква Федора Стратилата на Щіркові вулиці                               | Великий Новгород   | Кінець XII — початок XIII століття       | Збережена до нашого часу церква побудована у 1292—1294 рр., і капітально перебудована у 1682 р. Розкопки 1974 р. (Г. М. Штендер, Н. П. Пахомов). Нині існуючий храм закриває свого попередника. Це був триабсидний, скоріш за все, чотирьохстовпний, храм. |      |
| Церква Федора Стратилата на Руч'ї                                        | Великий Новгород   | 1115                                     | Збудована знову. Зараз на її місці стоїть храм 1360—1361 рр., відомий фресками XIV ст. Розкопки 1951—1955 (Л. М. Шуляк). Точний план первісної будівлі виявити не вдалося. |      |
| Церква Різдва Іоанна Предтечі на Опоках (на Петрятиному Дворі)           | Великий Новгород   | 1127—1130                                | Знову зведена в 1184 р. Ще раз пребудована у первісних формах в 1453 р., збережена до нашого часу (хоча була сильно зруйнована під час війни). Розкопки 1979 р. (П. О. Раппопорт). Первісний храм був шестистовпний, триабсидний, мав виділений нартекс. Скоріш за все він був однобанним. |      |
| Церква Успіння на Торгу                                                  | Великий Новгород   | 1135—1144                                | Збудована знову у 1458 р. у первісних формах церква збережена до нашого часу (перебудови та прибудови XVI—XVIII ст.). Розкопки 1980 р.(А. А. Пєскова). Первісно це був невеликий шестистовпний, триабсидний, однобанний храм. |      |
| Церква Іллі Пророка на Славні                                            | Великий Новгород   | 1198—1202                                | Збудована знову у 1455 р. у первісних формах. Ця церква збережена до нашого часу, хоча дуже пошкоджена під час війни. Розкопки 1981 р. (П. О. Раппопорт). Це був чотирьохстовпний триабсидний, скоріш за все, однобанний храм. |      |
| Церква Воскресіння (Увірення Фоми) на М'ячині                            | Великий Новгород   | 1195—1196                                | Збудована знову у 1463 р. у первісних формах. Ця новобудова була дуже пошкоджена під час війни. Первісний храм був чотирьохстовпний триабсидний, однобанний. |      |
| Церква Варвари                                                           | Великий Новгород   | 1218                                     | Знищена у XVIII ст. Не існує. Під час розкопок 1972 р. віднайдено залишки будівлі, проте план храму встановити не вдалося. |      |
| Церква Успіння Аркажського монастиря                                     | Великий Новгород   | 1188—1189                                | Перебудовувалась, знищена у середині XIX ст. Нині не існує. Залишки храму розкопані в 1962 р. (С. Н. Орлов, Л. Є. Краснорєчьєв). Це був невеликий чотирьохстовпний триабсидний храм, до його західного порталу примикав притвор. |      |
| Церква Пантелеймона Целителя                                             | Великий Новгород   | 1207                                     | Знищена у 1810 р., не існує. Розкопки 1978 р. (П. О. Раппопорт). Це був маленький чотирьохстовпний триабсидний храм. Перед західним порталом знаходився притвор. |      |
| Церква Благовіщення на Городищі                                          | Великий Новгород   | Закладена в 1103                         | На її місці у 1342—1343 рр. був збудований новий храм, перебудований у XVIII—XIX ст. Зараз залишились рештки від храму XIV—XIX ст., зруйнованого під час німецько-радянської війни. Розкопки 1966—1970 (М. К. Каргер). Первісний храм був великою шестистовпною спорудою з виділеним нартексом. До північного кута нартексу примикала квадратна в плані сходова вежа. |      |
| Спасо-Преображенський собор Хутинського монастиря                        | Великий Новгород   | 1192—1193                                | Існуючий собор зведено у 1508—1515 рр., він зовсім не повторює попередній храм. Розкопки 1981 р. (В. А. Булкін). Чотирьохстовпний, скоріш за все, триабсидний храм. |      |
| Троїцький собор                                                          | Псков              | Близько 1138, перебудований до 1192      | Перебудовувався у 1365—1367 рр., а наприкінці XVII ст. знищений. Існуючий розкішний собор зведено у 1694—1699 рр., він зовсім не схожий на храм XII—XIV ст. Розкопки 1981 р. (В. Д. Білецький). Існують численні старовинні зображення собору XII—XIV ст. Це був великий однобанний триабсидний шестистовпний храм, який мав пірамідальну конструкцію склепіннь і постамент під бабинцем. У кутових членіннях пониженого нартексу були розміщені однобанні приділи. Перебудова кінця XII ст. скоріш за все була проведена смоленськими майстрами.                       |      |
| Церква Дмитра Солунського                                                | Псков              | Між 1116 та 1138                         | Згідно з літописами, це був найдавніший мурований храм Пскова. Знаходився в «Довмонтовому місті». В 1524 був перекладений, а на початку XVIII ст. знищений. Розкопки 1965—1966 (В. Д. Білецький). Це був чотирьохстовпний триабсидний храм. |      |
| Спасо-Преображенська церква                                              | Стара Ладога       | XII — початок XIII століття              | Знищена ще до 1500 р. Розкопана ще в 1884—1885 рр. (Н. Є. Бранденбург). Це був чотирьохстовпний триабсидний храм з притвором перед західним порталом. |      |
| Невідома церква на річці Ладожка                                         | Стара Ладога       | XII століття                             | Знищена давно, не існує. Розкопана ще в 1884—1885 рр. (Н. Є. Бранденбург). Чотирьохстовпний триабсидний храм з притвором перед північним порталом. |      |
| Староладозька фортеця                                                    | Стара Ладога       | Межа IX—X столятть, перебудова 1114—1116 | Найдавніша мурована споруда на давньоруських землях. Перша кам'яна фортеця зведена варягами, перебудована на початку XII ст. при князеві Мстиславі(розкопки 1972—1974 рр., А. Н. Кірпічников). Залишки древніх мурів лежать під фортецею XV—XVI ст. |      |
| Церква Клімента                                                          | Стара Ладога       | 1153                                     | Зруйнувалась на початку XVII ст. Неодноразово розкопувалась в XIX—XX ст. Це був великий чотирьохстовпний триабсидний храм з відділеним нартексом. |      |
| Собор Миколая Чудотворця Микольського монастиря                          | Стара Ладога       | Скоріш за все початок XIII століття      | Древній храм перебудований майже повністю, на його місці стоїть собор 1640-х рр. Неодноразово досліджувався в 1970-ті рр. Собор XVII ст. майже повторює свого попередника. Це був чотирьохстовппний триабсидний храм. |      |
| Ізборська фортеця                                                        | Старий Ізборськ    | Межа XII—XIII століть                    | Древня фортеця розташовувалась на Труворовому городищі Ізборська. Досліджена археологічно в 1974—1979 рр. (В. В. Сєдов). Дослідження показали, що мурованими були лише одна стіна та одна вежа фортеці. В XIII ст. вона неодноразово поновлялася. |      |

Споруди, що вказані у джерелах як муровані, проте не досліджені археологічно:
- Великий Новгород. Церква Якима та Анни. 989(?) р. або 1045(?) р. У пізніх літописах вказується як перший мурований храм міста. Дані ці сумнівні.
- Великий Новгород. Трапезна церква Антонієва монастиря. 1127—1130 рр.
- Великий Новгород. Церква Миколи Білого. 1135—1136 рр. Сучасна церква збудована в 1310 р. та капітально перебудована наприкінці XVII ст.
- Великий Новгород. Церква Савви на Саввиній вулиці. 1154 р.
- Великий Новгород. Спасська церква Юр'єва монастиря. 1166—1173 рр. Була надбрамною.
- Великий Новгород. Церква Якова на Яковлевій вулиці. 1172 р. Знову зведена в 1226 р.
- Великий Новгород. Богоявленська церква Благовіщенського монастиря на Городище. 1180—1182 рр. Надбрамний храм. Розібрана ще в XVII ст.
- Великий Новгород. Церква Іпатія на Рогатиці. 1183 р.
- Великий Новгород. Церква Вознесіння на Прусській вулиці. 1185 р.
- Великий Новгород. Католицька («німецька») церква. 1192 р.
- Великий Новгород. Церква Богородиці. 1195—1196 рр. Надбрамна церква Дитинця.
- Великий Новгород. Церква 40 Мучеників. 1199—1211 рр. Розписана в 1227 р.
- Великий Новгород. Церква Різдва Богородиці. 1199 р. Пізніше тут був Десятинний монастир. Церква перебудована в XIV ст., наприкінці XVII ст. зведена заново. Цей храм, в свою чергу повністю перебудований в XIX ст., знищений під час війни. Залишились руїни.
- Великий Новгород. Церква симеона Стовпника. 1206 р. Надбрамна церква Аркажського Успенського монастиря.
- Великий Новгород. Церква Антонія. 1211 р.
- Великий Новгород. Церква Михаїла на Прусській вулиці. 1219—1224 рр. Цей храм був повністю перебудований в XIV—XV ст., а потім в 1860-х рр.
- Великий Новгород. Церква Павла. 1224 р.
- Великий Новгород. Церква Федора Стратилата. 1233 р. Надбрамна церква Неревського кінця[131].

## Володимиро-Суздальська земля
- На території Володимиро-Суздальського князівства відомо близько 27 мурованих споруд домонгольского періоду, з них добре зберіглось 4, ще 5 — частково.

| Назва                                                        | Місце розташування   | Час будівлі                                                             | Примітки | Фото |
| ------------------------------------------------------------ | -------------------- | ----------------------------------------------------------------------- | --- | ---- |
| Спасо-Преображенський собор                                  | Переславль-Залєський | 1152—1157                                                               | Добре збережений до нашого часу білокам'яний храм. Чотирьохстовпний, триабсидний, однобанний. До реставрації 1891 р. зберегалися значні фрагменти первісного фрескового розпису. |      |
| Церква Бориса та Гліба                                       | Кідекша              | 1152—1157                                                               | Храм перебудований в 1660-ті рр., причому були втрачені склепіння, баня, абсиди та східна пара стовпів. Первісно це був білокам'яний чотирьохстовпний триабсидний храм. Збереглися деякі фрески XII ст. |      |
| Успенський собор                                             | Владимир             | 1158—1160, 1186—1189                                                    | Колись головний храм Володимиро-Суздальської Русі. Збудований з білого каменю. Первісно — шестистовпний триабсидний однобанний собор. При перебудові в 1180-ті рр. перетворений на величний п'ятинавний 16-стовпний зальний п'ятибанний храм. Інтер'єри собору — XVIII ст., проте вціліли деякі фрески XII—XIII ст. та 1408 р.(А.Рубльов та Д.Чорний). Розкопки 1951 р. (О. В. Столетов). Храм має прибудови XIX ст. — притвор та дзвіницю. |      |
| Золоті ворота                                                | Владимир             | 1158—1164                                                               | Від первісної білокам'яної будівлі залишився лише основний об'єм на висоту до рівня склепіннь. Саме склепіння перекладене, надбрамна церква Ризположення збудована знову з тогочасної цегли в 1795—1810 рр. (первісно це був маленький чотирьохстовпний триабсидний однобанний храм). З обох боків воріт прибудовані кордегардії. |      |
| Собор Дмитра Солунського                                     | Владимир             | 1194—1197                                                               | Добре збережений до нашого часу храм — колишній княжий собор. Це білокам'яний чотирьохстовпний триабсидний однобанний храм. Він має різноманітний скульптурний декор на фасадах. На початку XIII ст. (1229 р.(?)) до храму з 3-х боків були прибудовані бічні галереї з двома сходовими вежами в західній ділянці. Ці частини храму були знищені під час помилкової «реставрації» в 1830-ті рр. Розкопки 1945 р. (М. М. Воронін). |      |
| Собор Різдва Богородиці Богородице-Різдвяного монастиря      | Владимир             | 1190—1192                                                               | Первісно це був білокам'яний чотирьохстовпний триабсидний однобанний храм. В XVII ст. перекладені з цегли склепіння, прибудована шатрова дзвіниця. Первісний собор існував до 1860 р., коли був розібраний і зведений знову з цегли М. А. Артлебеном. Цей храм XVII—XIX ст. був зруйнований в 1930-ті роки, нині він відбудований з сучасних матеріалів і зовсім не схожий на первісну будівлю. |      |
| Успенський собор Княгиніна монастиря                         | Владимир             | 1200—1202                                                               | Сучасний храм зведений на межі XV—XVI ст. у формах, приблизних до свого попередника. Дослідження 1924 р. (П. Д. Барановський) та 1958—1960 рр.(О. В. та І. О. Столетови) показали, що від старого собору залишились лише рештки стін та підмурків. Це був цегляний чотирьохстовпний триабсидний храм з галереями. Можливо, галереї мали симетрично з обох боків невеликі приділи. |      |
| Княжа резиденція Андрія Боголюбського                        | Боголюбове           | Закладена у 1158, з XIII століття зайнята монастирем.                   | Згідно з літописами, резиденція мала дві церкви (в тому числі надбрамну Андрієвську), муровану огорожу с вежами, різноманітні палацеві споруди. До XVII ст. ансамбль вже був у тяжкому стані. Майже всі будівлі XII—XIII ст. знесені в 1730-ті роки. Церква Різдва Богородиці впала в 1722 р., і була знову зведена в стилі провінційного бароко, від неї залишилась лише цокольна частина. Це був білокам'яний чотирьохстовпний триабсидний однобанний храм. Також збереглись сходова вежа (перебудована в шатрову дзвіницю) і арка-перехід на хори. Розкопки 1920-х рр. та 1954 р. (П. О. Раппопорт). Розопані рештки стін та залишки білокам'яного ківорія (нинішній — кінця XVII ст.). |      |
| Церква Покрова на Нерлі                                      | Біля Боголюбова      | 1165—1166                                                               | Білокам'яний чотирьохстовпний триабсидний однобанний храм. Розкопки 1954—1955 рр.(М. М. Воронін) показали, що первісно до храму з 3-х боків примикали білокам'яні галереї. Вони були втрачені, ймовірно, у XVIII ст. |      |
| Успенський собор                                             | Ростов               | 1161—1163, 1213—1231                                                    | Сучасний цегляний шестистовпний п'ятибанний собор зведено біля 1500 р. Під південною апсидою храму вціліла т.зв. Леонтієвська каплиця — крипта XII ст. Оздоблення ще пізніше — XVII—XVIII ст., хоча на вратах XVII ст. залишились ручки у вигляді левиних голів — від дверей XIII ст. Обидва храми-попередники були теж шестистовпними, проте були білокам'яними (розкопки та дослідження М. М. Вороніна). |      |
| Собор Різдва Богородиці                                      | Суздаль              | Близько 1101—1105 (цегляний), знов зведений з білого каменю в 1222—1225 | Розкопки 1936—1940 рр.(О. Д. Варганов, О. Ф. Дубинін). Собор початку XII ст. був шестистовпним триабсидним храмом з виділеним нартексом. Він мав сходову вежу. Собор XIII ст. — теж шестистовпний триабсидний, проте має з 3-х боків притвори. Він зберігся лише на пів-висоти. Верхня частина побудована з цегли в XVI ст. Іконостас, фресковий розпис собору — XVII ст., хоча вціліли деякі фрески 1233 р. Головна цінність храмового інтер'єру — первісні «золоті» ворота західного порталу і південного притвору (1230-ті рр.). |      |
| Георгіївський собор                                          | Юрьєв-Польський      | 1152—1157, знову збудований в 1233—1234                                 | Обвалився в XV ст. В 1470 р. зодчий Єрмолін відновив собор, але в дуже спотвореному вигляді. Розкішний скульптурний декор храму XIII ст. переплутаний, багато скульптурного каменю пішло на кладку склепіннь. Краще збереглась вівтарна стіна з абсидами. Розкопками виявлені залишки храму XII ст. Храми XII—XIII ст. — білокам'яні, чотирьохстовпні, триабсидні. Храм XIII ст. має з 3-х боків притвори перед порталами. Храм XIII ст. до свого руйнування в XV ст. мав пірамідальну конструкцію склепіннь та постамент під бабинцем. |      |
| Огорожа і брама дитинця                                      | Владимир             | 1194—1196                                                               | Білокам'яна огорожа розібрана в XVII—XVIII ст. Брама з церквою Іоакіма і Анни в XVII ст. була перебудована у шатрову дзвіницю, знищену блискавкою і розібрану в 1806 р. Залишки ворот та мурів розкопані в 1936—1937 рр. (М. М. Воронін). |      |
| Георгіївська церква                                          | Владимир             | 1152—1157                                                               | В середині XVII ст. перебудована в трьохшатровий храм, зруйнована під час пожежі 1778 р. Сучасна барокова церква зведена у 1780-ті рр. на залишках свого попередника. Розкопки 1950-х рр. (М. М. Воронін) показали, що первісний храм був білокам'яний, чотирьохстовпний, триабсидний. |      |
| Спасо-Преображенська церква                                  | Владимир             | 1108 (цегляна), 1162—1164 (білокам'яна)                                 | Храм середини XII ст. розібраний після пожежі 1778 р. Сучасна церква, збудована в 1780-ті рр. в стилі провінційного бароко, частково відтворює архітектурні форми попередника. Точне місцезнаходження і план церкви початку XII ст. невідомі (під час розкопок 1950-х рр. віднайдені лише будівельні матеріали). Храм середини XII ст. був чотирьохстовпним, триабсидним, скоріш за все однобанним. |      |
| Спасо-Преображенський собор                                  | Нижній Новгород      | 1225—1226                                                               | Зведен знову у 1350 р. Старий собор був знесений в XVII ст. і замінений новим великим шестистовпним храмом, причому останній був збудований на новому місці. Цей останній був зведений заново в 1830-ті рр., а за радянської влади знищений. Під час розкопок були віднайдені лише будівельні матеріали від храму XIII ст. |      |
| Собор Архангела Михаїла                                      | Нижній Новгород      | 1227                                                                    | Зведен знову в 1359 р. Сучасний шатровий храм будувався в 1628—1631 рр., він стоїть на залишках храмів XIII—XIV ст. Розкопки 1960 р. (М. М. Воронін). Собор XIII ст. був чотирьохстовпним триабсидним храмом, до його 3х порталів примикали притвори. |      |
| Успенський собор                                             | Ярославль            | 1215                                                                    | Збудований знову в 1501—1504 рр., потім ще раз у 1644—1646. Собор XVII ст. (великий шестистовпний храм, скоріш за все зовсім не схожий на храм XIII ст.) знищений в 1937 р., зараз відбудовується. Під час розкопок точне місцезнаходження собору встановити не вдалося, були віднайдені лише різноманітні будівельні матеріали. |      |
| Спасо-Преображенський собор Спасо-Преображенського монастиря | Ярославль            | 1216—1224                                                               | Відбудований знову в 1516 р. на старому фундаменті собор зберігся до нашого часу (фресковий ансамбль і багато ікон XVI ст.). Від храму початку XIII ст. залишились рештки фундаментів (розкопки М. К. Каргера, 1958 р.). Цей собор, як і сучасний, був цегляним чотирьохстовпним триабсидним храмом). |      |
| Входоєрусалимська церква Спасо-Преображенського монастиря    | Ярославль            | 1218                                                                    | Повністю перебудована в 1619 р. церква не збереглась. На її місці стоїть класицистичний храм Чернігівських чудотворців (1830-ті рр). |      |
| Церква Бориса і Гліба                                        | Ростов               | 1214—1218                                                               | У 1287 р. збудована заново. Древній храм знищений у XVII ст. Сучасна, дуже поруйнована в 1930-ті рр. церква зведена наприкінці XVIII ст. і не відтворює оригінал. Розкопки 1955 р. (М. М. Воронін). Це був чотирьохстовпний триабсидний білокам'яний храм. |      |
| Княжі хороми                                                 | Ростов               | Межа XII—XIII століть                                                   | Палацева споруда великого князя Костянтина Всеволодовича. Розібрані на будівельні матеріали у XVII ст. Залишки фундаментів, будівельних матеріалів. |      |
| Церква Костянтина і Єлени                                    | Ростов               | 1207—1213(?)                                                            | Нині не існує. М. М. Вороніним віднайдені лише численні залишки різноманітних будівельних матеріалів. |      |
| Невідома будівля                                             | Дмитров              | Межа XII—XIII століть                                                   | Залишки будівельних матеріалів від невідомої цегляної споруди віднайдені в 1933 р. |      |

Споруди, що згадуються у джерелах як муровані, проте не досліджені археологічно:
- Владимир. Срібні (Андрієвські) ворота Дитинця. 1175 р. Перебудовані у XVII ст., увінчані трьома шатрами. На плані 1715 р. ще показані, проте невдовзі розібрані.
- Владимир. Хрестовоздвиженська церква «на Торговищі». 1218 р. Показана на плані 1715 р. як однобанний храм. Невдовзі (1719 р.) вона зруйнувалась.
- Владимир. Благовіщенська церква. До 1227 р[59].

## Муромо-Рязанська земля
- На території Муромо-Рязанського князівства відомо близько 6 мурованих споруд домонгольского періоду, жодна з них не вціліла до нашого часу.

| Назва                         | Місце розташування          | Час будівлі                        | Примітки | Фото |
| ----------------------------- | --------------------------- | ---------------------------------- | --- | ---- |
| Успенський собор              | Стара Рязань                | Середина XII століття              | Залишки храму віднайдені під час розкопок 1949 р.(О. Л. Монгайт). Це був великий шестистовпний триабсидний храм. |      |
| Борісоглібський собор         | Стара Рязань                | XII століття                       | Знищений у давнину. На початку XX ст. на цьому місці був збудований новий храм, що зараз теж не існує. Розкопки 1926 (В. О. Городцов) та 1948 (О. Л. Монгайт) рр. Це був великий шестистовпний триабсидний храм, у південно-західному куті його основного об'єму знаходилась маленька каплиця з абсидою. До 3-х порталів собору примикали притвори.. |      |
| Спасо-Преображенський собор   | Стара Рязань                | Кінець XII століття                | Розкопки XIX ст., 1968 р.(О. Л. Монгайт). Це був великий чотирьохстовпний храм, триабсидний (лише центральна абсида мала виступ ззовні). До 3-х порталів собору вели притвори, причому південний та північний мали абсиди, тобто слугували придільними церквами. Храм, скоріш за все, був побудований смоленськими майстрами.                        |      |
| Церква Нового Ольгова городка | Микитино біля Старої Рязані | Кінець XII — початок XIII століття | Досліджена археологічно в 1970 р. (П. О. Раппопорт, М. Б. Чернишов). Це був невеликий безстовпний тетраконховий храм (до східного його боку примикала одна велика абсида, до інших — відкриті притвори). |      |
| Невідома будівля              | Пронськ                     | Межа XII—XIII століть              | Тип та план споруди залишився невідомим (були віднайдені тільки рештки будівельних матеріалів). |      |
| Собор Різдва Богородиці       | Муром                       | Межа XII — початок XIII століть    | Збудований знову в XVI ст., перебудовувався (М. А. Артлебен). Знищений в 1944 р. Від первісної церкви були віднайдені численні залишки будівельних матеріалів. Скоріш за все це був цегляний чотирьохстовпний триабсидний храм. |      |

## Смоленська земля
- На території Смоленського князівства відомо близько 30 мурованих споруд домонгольского періоду, з них добре збережених до нашого часу 2, ще 1 — частково.

| Назва                                                                                      | Місце розташування | Час будівлі                                                       | Примітки | Фото |
| ------------------------------------------------------------------------------------------ | ------------------ | ----------------------------------------------------------------- | --- | ---- |
| Церква Петра і Павла на Городянці                                                          | Смоленськ          | Близько 1146, наприкінці XIII століття прибудовані бічні галереї. | В 1630-ті рр. перебудована в костьол. Потім перебудовувалась в XVIII ст. та після 1812 р.(коли впав її бабинець). Реставрована П. Д. Барановським в 1962—1963 рр. Храм добре зберігся до нашого часу (окрім приблизно 2/3 бабинця). Це триабсидний чотирьохстовпний храм. До XVIII ст. відносяться західні прибудови — трапезна Св. Варвари та шатрова дзвіниця. Галереї храму, що оточували його з 3-х боків, були знищені ще у давнину, і через брак інформації про їхню архітектуру, не були відновлені. |      |
| Церква Івана Богослова на Варяжках                                                         | Смоленськ          | Бл. 1176—1180                                                     | Первісно це був чотирьохстовпний триабсидний храм. Він був оточений з 3-х боків галереєю, що мала у своїх східних компаратиментах абсиди, тобто ці її частини слугували каплицями. Галереї з каплицями, склепіння, стовпи і баня втрачені ще до кінця XVII ст., в 1770-ті рр. церква була перебудована в стилі провінційного бароко. Від древнього храму залишилась лише коробка стін. |      |
| Церква Михаїла Архангела (Свірська)                                                        | Смоленськ          | 1180—1197                                                         | Великий шестистовпний триабсидний храм, причому лише центральна абсида має вівтарний виступ ззовні. З трьох боків має притвори, причому південний та північний симетрично мали абсиди, тобто слугували придільними храмиками. Первісно храм мав трилопасне завершення фасадів. Під час ремонтів XVII—XVIII ст. були перекладені склепіння. Храм реставрований С. С. Подъяпольським в 1963—1964 та 1975 рр.. Окремо розташована надбрамна двоярусна барокова дзвіниця храму відноситься до 1730-х рр.        |      |
| Успенський собор                                                                           | Смоленськ          | 1101 — середина XII століття                                      | Закладений В.Мономахом. Перша мурована будівля Смоленська і головна його сакральна споруда. Пошкоджений в 1611 р., а в 1674—1679 рр. остаточно знесений. Нині на його місці стоїть собор — бароковий довгобуд 1677—1772 рр. При розкопках 1965 р. (М. М. Воронін) не вдалося з'ясувати план первісної будівлі, бо залишки її перекриті сучасним храмом. |      |
| Невідома церква біля Успенського собору                                                    | Смоленськ          | Середина XII століття                                             | Досліджена археологічно в 1964—1965 рр. (М. М. Воронін, П. О. Раппопорт). Невеликий безстовпний триабсидний храм. |      |
| Терем                                                                                      | Смоленськ          | Середина XII століття, початок XIII століття                      | Руїни цієї двоповерхової будівлі стояли ще в 1630-ті рр. Терем досліджений археологічно в 1965 р. . |      |
| Троїцький собор Троїцького Кловського монастиря                                            | Смоленськ          | Кінець XII століття                                               | В XV—XVI ст. перебудовувався, а в 1633 р. знищений. Досліджений археологічно в 1972 р. (П. О. Раппопорт). Великий чотирьохстовпний триабсидний храм, причому ззовні лише центральна абсида мала вівтарний виступ. Храм мав притвори перед порталами, причому південний та північний притвори симетрично мали абсиди, тобто були придільними храмиками. |      |
| Борисоглібський собор Смядинського монастиря                                               | Смоленськ          | 1145, наприкінці XII століття прибудовані галереї.                | Перебудовувався, розібраний наприкінці XVIII ст. Розкопки 1972—1974 рр. (П. О. Раппопорт) показали, що це був великий шестистовпний триабсидний храм. З трьох боків собор був оточений галереями (бл. 1191 р.), які у східних своїх компаратиментах симетрично мали абсиди, тобто ці їх частини слугували приділами. |      |
| Церква Василя Великого на Смядині                                                          | Смоленськ          | До 1150                                                           | Знищена після 1634 р. (в тому році вона ще показана на гравюрі В.Гондіуса). Розкопана в 1909 р., ще раз — в 1972—1974 рр. (П. О. Раппопорт). Це був невеликий чотирьохстовпний триабсидний храм. |      |
| Невідома будівля біля залишків Смядинського монастиря                                      | Смоленськ          | XII століття                                                      | Знайдена в 1954 р. під час розкопок (І. Д. Білогорцев). Тип та план споруди встановити не вдалось. |      |
| Спасський собор Спасського монастиря                                                       | Смоленськ          | Перша третина XIII століття                                       | Храм був капітально перебудований на початку XVI ст., а в XVII ст. його було розібрано. Згідно з археологічними дослідженнями 1949 (І. Д. Білогорцев) та 1964 (М. М. Воронін) рр. це був невеликий чотирьохстовпний триабсидний храм, причому лише центральна абсида мала вівтарний виступ ззовні. До північно-східного та південно-східного кутів храму були симетрично прибудовані дві одноабсидні каплиці. Храм мав також притвори з півночі та заходу.                                                  |      |
| Брама Спасського монастиря                                                                 | Смоленськ          | Перша третина XIII століття                                       | Віднайдена археологічно в 1950 р.(І. Д. Білогорцев). Двопролітна будівля зі сходовою вежею. Можливо, брама мали надбрамну церкву. |      |
| Невідома церква на Вел. Червонофлотській вулиці                                            | Смоленськ          | 1180-ті — 1190-ті рр.                                             | Знищена у давнину, досліджена археологічно в 1973 р. (П. О. Раппопорт). Маленький чотирьохстовпний триабсидний храм. Абсиди ззовні мали прямокутні форми.. |      |
| Невідома церква (Кирила Олександрійського?) на р. Чуриловка                                | Смоленськ          | Межа XII—XIII століть                                             | Залишки знайдені наприкінці XIX ст., в 1972—1973 рр. храм був розкопаний (П. О. Раппопорт, Є. В. Шолохова). Невеликий чотирьохстовпний триабсидний храм. Лише центральна абсида мала вівтарний виступ ззовні.. |      |
| Католицька церква — «німецька божниця» або «німецька Богородиця» (Ecclesie beate virginis) | Смоленськ          | 1160-ті — 1170-ті рр.                                             | Втрачена у давнину, розкопана в 1950-ті рр. (Д. А. Авдусін). Це була ротонда диаметром бл. 18 м, в середині вона мала 4 стовпи, що підтримували склепіння. |      |
| Невідома церква біля церкви Івана Богослова                                                | Смоленськ          | XII століття                                                      | Розкопана в 1936 р. Невеликий чотирьохстовпний триабсидний храм. |      |
| Невідома споруда біля церкви Івана Богослова                                               | Смоленськ          | Межа XII—XIII століть                                             | Розкопана в 1951 р. (І. Д. Білогорцев). Тип та план будівлі по решткам встановити не вдалося. |      |
| Невідома споруда на Дніпровській набережній, біля церкви Івана Богослова                   | Смоленськ          | Межа XII—XIII століть                                             | Розкопана в 1949 р. (І. Д. Білогорцев). Тип та план будівлі по решткам встановити не вдалося. |      |
| П'ятницька церква                                                                          | Смоленськ          | Перша третина XIII століття                                       | Розкопана в 1951 р. (І. Д. Білогорцев). Чотирьохстовпний триабсидний храм, лише центральна абсида була виокремлена ззовні. Перед західним порталом був притвор. |      |
| Воскресенська церква на Воскресенському пагорбі                                            | Смоленськ          | Початок XIII століття                                             | Розібрана в XVII ст., тепер на її місці стоїть храм 1765 р., в стилі провінційного бароко. Досліджена археологічно в 1964—1965 рр. (М. М. Воронін). Це був великий шестистовпний триабсидний храм, лише центральна абсида мала вівтарний виступ ззовні. З 3-х боків храм був оточений галереями. |      |
| Невідома споруда на вул. Войкова                                                           | Смоленськ          | Межа XII—XIII століть                                             | Залишки невідомої будівлі розкопані в 1952 р. Тип та план споруди залишився невизначеним. |      |
| Церква Святого Духа                                                                        | Смоленськ          | XII століття                                                      | Залишки розкопані в 1955 р. Тип та план споруди залишився невизначеним. |      |
| Церква в Перекопному провулці                                                              | Смоленськ          | Середина XII століття                                             | Залишки розкопані в 1955 р.(Д. А. Авдусін). Це був невеликий чотирьохстовпний триабсидний храм. |      |
| Церква на р. Мала Рачівка                                                                  | Смоленськ          | Межа XII—XIII століть                                             | Залишки розкопані в 1966 р. (П. О. Раппопорт). Невеликий чотирьохстовпний триабсидний храм, лише центральна абсида мала вівтарний виступ ззовні. На початку XIII ст. храм був оточений з 3-х боків галереями. |      |
| Церква на Окопному кладовищі                                                               | Смоленськ          | Перша третина XIII століття                                       | Розкопки проведені в 1967 р. (П. О. Раппопорт). Це був чотирьохстовпний триабсидний храм, лише центральна абсида мала ззовні прямокутний вівтарний виступ. Храм був оточений з 3-х боків галереями. |      |
| Собор на Протоці («Великий Спас на Окопах»)                                                | Смоленськ          | 1180-ті — 1190-ті рр.                                             | Досліджувався з XIX ст. Це був великий чотирьохстовпний триабсидний храм, лише центральна його абсида мала ззовні прямокутний вівтарний виступ. З трьох боків він був оточений широкими галереями. До західних кутів галерей симетрично були прибудовані приділи. Це були маленькі чотирьохстовпні храмики, північний мав прямокутну абсиду, а південний — півкруглу. Перед західним порталом галереї розміщувався притвор.                                                                                 |      |
| Невідома споруда (церква?)                                                                 | Дорогобуж          | XII століття (?)                                                  | Були віднайдені лише будівельні матеріали, в тому числі залишки аркатурного поясу. |      |
| Троїцький собор (?)                                                                        | Вязьма             | Кінець XII століття (?)                                           | На Соборному холмі були віднайдені лише будівельні матеріали. Сучасний собор відноситься до XVII ст. |      |
| Церква (Благовіщенська ?)                                                                  | Рославль           | Перша третина XIII століття (?)                                   | Під час розкопок 1975 р. (П. О. Раппопорт) віднайдені лише різноманітні будівельні матеріали від храму. План його з'ясувати не вдалося. Нова церква на цьому місці була зведена в XVIII ст. і повністю знищена в 1930-ті рр. |      |
| Невідома споруда                                                                           | Мстиславль         | XII століття (?)                                                  | Залишки будівельних матеріалів від невідомої будівлі знайдені під час розкопок 1962 та 1968 рр.. |      |

Споруди, відомі лише по джерелам:
- Лучин. Церква Архангела Михаїла. 1173 р[59].

## Полоцька земля
- На території Полоцького князівства відомо близько 15 мурованих споруд домонгольского періоду, з них добре збереглася 1 споруда, ще 2 — частково.

| Назва                                                        | Місце розташування | Час будівлі                 | Примітки | Фото |
| ------------------------------------------------------------ | ------------------ | --------------------------- | --- | ---- |
| Софійський собор                                             | Полоцьк            | Середина XI століття        | В XV—XVI ст. був дуже перебудований, а у XVIII ст. більша його частина знищена при побудові нового барокового храму. Дослідження XIX—XX ст. показали, що первісно це був великий п'ятинавний 16-ти стовпний триабсидний храм. На початку XII ст. були зроблені прибудови — південний притвор та декілька каплиць зі сходу та південного заходу. Від первісного храму збереглися вівтарна стіна з абсидами та частини західної стіни. Згідно з даними літописів, він був семибанним. |      |
| Спасо-Преображенська церква Спасо-Єфросиніївського монастиря | Полоцьк            | Середина XII століття       | Добре збережений до нашого часу храм. Дослідження XIX—XX ст., особливо 1976 р. (П. О. Раппопорт та Г. М. Штендер). Він шестистовпний, триабсидний, однобанний. Лише центральна абсида має вівтарний виступ ззовні. Храм має пірамідальну конструкцію склепіннь. Зовнішній вигляд дещо спотворено у XVII ст. при перебудові у костьол. Добре зберігся фресковий ансамбль другої половини XII ст. (ще не всі фрески розчищені).                                                       |      |
| Благовіщенська церква                                        | Вітебськ           | XII століття                | Не зберегла первісних склепіннь і бані, а в 1961 р. зруйнована. Дослідження 1960-х рр. (М. К. Каргер, Г. В. Штихов). Це був шестистовпний триабсидний храм, лише центральна абсида мала виступ ззовні. Нині церква відбудована, проте навряд чи вітворює оригінал. Від давнього храму збереглись рештки стін (на висоту до 5 метрів). |      |
| Невідома церква на території полоцького Дитинця              | Полоцьк            | 1160-ті — 1180-ті рр.       | Досліджена археологічно в 1966—1967 рр.(М. К. Каргер). Вона була дуже схожа на Свірську церкву Смоленська, і скоріш за все була побудована тамошніми майстрами. Це був великий шестистовпний храм з трьома абсидами, причому лише центральна мала виступ ззовні. До 3-х порталів вели притвори. Південний та північний притвори симетрично мали абсиди, тобто вони були приділами.                                                                                                  |      |
| Терем                                                        | Полоцьк            | Друга половина XII століття | Віднайдений археологічно в 1976—1977 рр. (П. О. Раппопорт). Маленька двокамерна будівля, вона мала підклет. |      |
| Церква на Нижньому Замку (Борисоглібська(?))                 | Полоцьк            | Перша половина XII століття | Зруйнована після 1664 р. Досліджена археологічно в 1976—1977 рр. (П. О. Раппопорт). Це була чотирьохстовпна, скоріш за все, триабсидна церква з галереями. |      |
| Церква на рву                                                | Полоцьк            | Третя чверть XII століття   | Розкопками (М. К. Каргер, П. О. Раппопорт) віднайшли лише вівтарну частину храму. Він був одноабсидним. План церкви залишився невідомим. |      |
| Церква-усипальня Спасо-Єфросиніївського монастиря            | Полоцьк            | Перша половина XII століття | Розкопками 1960-х — 1970-х рр.(М. К. Каргер, П. О. Раппопорт) були віднайдені залишки церкви, що зруйнувалась у давнину. Це був великий чотирьохстовпний триабсидний храм. До 3-х боків до нього примикали галереї, що мали у західних кутах сходові вежи, а у східних — одноабсидні каплиці. |      |
| Великий собор Бельчицького монастиря                         | Полоцьк            | 1130-ті рр.                 | Назва собору невідома. Зруйнований в XVI ст., віднайдений археологічно. Це був великий шестистовпний триабсидний храм з трьома притворами. |      |
| Борисоглібська церква Бельчицького монастиря                 | Полоцьк            | Середина XII століття       | Перебудована в XVII—XIX ст., а бл. 1929 р. знищена. На момент руйнації від давнього храму залишались у новобудові лише три стіни (окрім вівтарної). Це був маленький шестистовпний храм, схожий на Спасо-Преображенську церкву Спасо-Єфросиніївського монастиря. |      |
| П'ятницька церква Бельчицького монастиря                     | Полоцьк            | Середина XII століття       | Перебудована у XVIII ст., а бл. 1929 р. знищена. До руйнації від первісної будівлі залишались лише дві стіни — північна та південна. Це був маленький безстовпний одноабсидний храм-усипальня. |      |
| Невідома церква Бельчицького монастиря                       | Полоцьк            | Межа XII—XIII століть       | Знищена ще до XVIII ст., розкопана наприкінці XIX ст. Це був чотирьохстовпний одноабсидний храм у формі квадрифолія. |      |
| Церква                                                       | Мінськ             | Початок XII століття        | Розкопана в 1949—1951 рр. (В. Р. Тарасенко). Можливо, храм був недобудований. Він був чотирьохстовпним, триабсидним. |      |

Споруди, що в джерелах вказані як муровані, проте археологічно не досліджені:
- Полоцьк. Церква Богородиці Стара. До 1159 р.
- Полоцьк. Церква Богородиці Нова. Друга половина XII ст[85].

## Городенська земля
- На території Городенського князівства відомо близько 7 мурованих споруд домонгольского періоду, частково збережене до нашого часу лише 1.

| Назва                                    | Місце розташування | Час будівлі                 | Примітки | Фото |
| ---------------------------------------- | ------------------ | --------------------------- | --- | ---- |
| Церква Бориса і Гліба «на Коложе»        | Гродно             | 1180-ті рр.                 | Церква давно втратила баню і склепіння, а південна і частково західна стіни і два західних стовпи зруйнувались під час зсуву ґрунту у 1853 р. Розкопки 1981 р. (П. О. Раппопорт). Первісно це був невеликий шестистовпний триабсидний храм.                           |      |
| «Нижня церква»                           | Гродно             | Друга половина XII століття | Розкопки 1930-х — 1940-х рр. Це був невеликий шестистовпний триабсидний храм, при чому лише центральна абсида мала виступ ззовні. |      |
| Терем                                    | Гродно             | Друга половина XII століття | Розкопки 1930-х рр. (І.Іодковський). Можливо це була фортечна вежа, що суміщала також палацеві функції (по М. М. Вороніну). |      |
| Невідома будівля на мису Дитинця         | Гродно             | Третя чверть XII століття   | Розкопана в 1937 р. План та тип будівлі залишився дискусійним. Згідно з М. М. Вороніним, це була вежа древньої Городенської фортеці (пізніше на цьому місці був зведений замок Вітовта)..                                                                             |      |
| Пречистенська церква (Різдва Богородиці) | Гродно             | XII століття                | Розкопана в 1980 р. (І. М. Чернявський). Це був шестистовпний триабсидний храм, при чому лише центральна абсида мала прямокутний вівтарний виступ ззовні. Зруйнована на початку XVIII ст. Сучасна церква збудована в 1720—1751 рр. і зовсім не відтворює попередника. |      |
| Церква Бориса і Гліба                    | Новогрудок         | XII століття                | На її місці на початку XVI ст. був зведений новий храм в стилі пізньої готики. Розкопки 1961—1965 рр. (М. К. Каргер). Первісний храм був чотирьохстовпним, скоріш за все триабсидним. З 3-х боків до нього примикали галереї.                                         |      |
| Замкова церква                           | Вовковиськ         | Друга половина XII століття | Досліджена археологічно в 1950-ті — 1960-ті рр. Це був шестистовпний триабсидний храм (лише центральна абсида мала виступ ззовні). До південно-західного кута церкви примикала квадратна в плані сходова вежа.                                                        |      |

Споруди, що в джерелах вказані як муровані, проте археологічно не досліджені:
- Гродно. Воскресенська церква. XII століття.
- Гродно. Мала церква. XII століття.

## Турово-Пінська земля
- На території Турово-Пінського князівства відома лише 1 будівля, втрачена ще у давнину.

| Назва  | Місце розташування | Час будівлі  | Примітки | Фото |
| ------ | ------------------ | ------------ | --- | ---- |
| Церква | Турів              | XII століття | Розкопана в 1962—1963 рр. (М. К. Каргер). Це був великий шестистовпний триабсидний храм з виділеним нартексом. |      |

## Ресурси мережі інтернет
Наукова бібліотека з історії давньоруської архітектури «РусАрх»:
1. Барановский П. Д. Собор Пятницкого монастыря в Чернигове(рос.) (Перевірено 2 жовтня 2011)
2. Брунов Н., Травин Н. Собор Софии в Новгороде (рос.) (Перевірено 2 жовтня 2011)
3. Булкин А. А. Церковь Параскевы Пятницы на Торгу (рос.) (Перевірено 2 жовтня 2011)
4. Воронин Н. Н. Зодчество Северо-Западной Руси XII - XV веков (рос.) (Перевірено 2 жовтня 2011)
5. Воронин Н. Н., Раппопорт П. А. Зодчество древнего Смоленска. XII — XIII вв. (рос.) (Перевірено 2 жовтня 2011)
6. Иоаннесян О. М. О происхождении, датировках и хронологии черниговского зодчества XII века (рос.) (Перевірено 2 жовтня 2011)
7. Каргер М. К. Основные этапы истории новгородского зодчества (рос.) (Перевірено 2 жовтня 2011)
8. Максимов П. Н. Зарубежные связи в архитектуре Новгорода и Пскова XI - начала XVI веков (рос.) (Перевірено 2 жовтня 2011)
9. Пуцко В. Г. Искусство Киевской Руси на рубеже XII - XIII веков (рос.) (Перевірено 2 жовтня 2011)
10. Раппопорт П. А. Зодчество Древней Руси (рос.) (Перевірено 2 жовтня 2011)
11. Раппопорт П. А. Основные итоги и проблемы изучения зодчества Древней Руси (рос.) (Перевірено 2 жовтня 2011)
12. Раппопорт П. А.Строительное производство Древней Руси (X - XIII вв.) (рос.) (Перевірено 2 жовтня 2011)
13. Раппопорт П. А. Хронологическая таблица развития древнерусского зодчества (рос.) (Перевірено 2 жовтня 2011)
14. Шевченко Ю. Ю, Богомазова Т. Т. Древнейший сохранившийся христианский храм Руси (рос.) (Перевірено 2 жовтня 2011)
15. Ядрышников В. А. Восемь столетий Старорусской обители (архитектура Спасо-Преображенского монастыря) (рос.) (Перевірено 2 жовтня 2011)